# Estádio 974
O Estádio 974, anteriormente conhecido como Estádio Ras Abu Aboud, é um estádio de futebol no Catar, construído para sediar a Copa do Mundo FIFA de 2022. É o primeiro estádio desmontável da Copa do Mundo FIFA na história.
Possui uma capacidade para 44 089 espectadores. Ele foi construído com um design modular, usando contêineres de transporte reciclados e foi desmontado após a realização da ultima partida programada para o estádio e posteriormente as peças servirão para construção de arenas menores e similares. Em 2025, o estádio será revitalizado para Copa Intercontinental da FIFA de 2024.

## História

### Design e construção
O estádio foi projetado por Fenwick Iribarren Architects. O estádio foi construído em um terreno de 450 000 metros quadrados à beira-mar. Tinha um design modular e incorporava 974 contêineres reciclados em homenagem à história industrial do local e ao código de discagem internacional do Catar (+974). Alguns dos contêineres abrigam comodidades do estádio, como banheiros e concessões. Toda a estrutura foi projetada para ser desmontada e remontada em outro lugar; foi o primeiro local temporário na história da Copa do Mundo da FIFA.
O estádio foi um dos oito construídos, reformados ou reconstruídos para a Copa do Mundo FIFA de 2022. O processo de aquisição para a conversão do estádio começou em 2017. A construção do estádio envolveu HBK Contracting Company, DCB-QA, Time Qatar, Fenwick Iribarren Architects, Schlaich Bergermann Partner e Hilson Moran.
O estádio recebeu uma classificação de quatro estrelas do Sistema Global de Avaliação de Sustentabilidade (GSAS).

## Jogos
O Estádio 974 sediou no total treze partidas, sendo 7 pela Copa do Mundo FIFA de 2022, junto de um valendo pela oitavas de final, e 6 partidas valendo pela Copa Árabe da FIFA de 2021, incluindo a disputa pelo terceiro lugar. Em toda sua história, foram marcados 37 gols no estádio.
• Em negrito, a equipe vencedora da partida.
| Copa Árabe da FIFA de 2021 | Copa Árabe da FIFA de 2021 | Copa Árabe da FIFA de 2021 | Copa Árabe da FIFA de 2021 | Copa Árabe da FIFA de 2021 | Copa Árabe da FIFA de 2021 |
| Data                       | 1ª Equipe                  | Placar                     | 2ª Equipe                  | Fase                       | Público                    |
| -------------------------- | -------------------------- | -------------------------- | -------------------------- | -------------------------- | -------------------------- |
| 30 de novembro             | EAU                        | 2 – 1                      | Síria                      | Grupo B                    | 4.129                      |
| 3 de dezembro              | Mauritânia                 | 0 – 1                      | EAU                        | Grupo B                    | 3.316                      |
| 4 de dezembro              | Sudão                      | 0 – 5                      | Egito                      | Grupo D                    | 14.464                     |
| 7 de dezembro              | Jordânia                   | 5 – 1                      | Palestina                  | Grupo C                    | 9.750                      |
| 15 de dezembro             | Tunísia                    | 1 – 0                      | Egito                      | Semifinais                 | 36.427                     |
| 18 de dezembro             | Egito                      | 0 – 0 4 – 5 (pen)          | Catar                      | Disputa do 3° lugar        | 30.978                     |
| Copa do Mundo FIFA de 2022 |                            |                            |                            |                            |                            |
| Data                       | 1ª Equipe                  | Placar                     | 2ª Equipe                  | Fase                       | Público                    |
| 22 de novembro             | México                     | 0 – 0                      | Polônia                    | Grupo C                    | 39.369                     |
| 24 de novembro             | Portugal                   | 3 – 2                      | Gana                       | Grupo H                    | 42.662                     |
| 26 de novembro             | França                     | 2 – 1                      | Dinamarca                  | Grupo D                    | 42.860                     |
| 28 de novembro             | Brasil                     | 1 – 0                      | Suiça                      | Grupo G                    | 43.649                     |
| 30 de novembro             | Polônia                    | 0 – 2                      | Argentina                  | Grupo C                    | 44.089                     |
| 2 de dezembro              | Sérvia                     | 2 – 3                      | Suíça                      | Grupo G                    | 41.378                     |
| 5 de dezembro              | Brasil                     | 4 – 1                      | Coreia do Sul              | Oitavas de final           | 43.847                     |

## Controvérsias
Uma investigação de 2021 do The Guardian, periódico britânico, revelou que mais de 6 500 trabalhadores migrantes de Bangladesh, Índia, Paquistão, Nepal e Sri Lanka morreram entre 2010 e 2020 durante a construção das sedes da Copa do Mundo no Catar. Um artigo de fevereiro de 2021 no Construction News [en] disse que, embora as mortes não possam ser "definitivamente ligadas" ao programa de construção da Copa do Mundo, a maior parte dos trabalhadores migrantes que morreram desde 2011 foi apenas no Qatar porque o país conquistou o direito de sediar o torneio, segundo Nick McGeehan, diretor da FairSquare Projects. Anteriormente, em maio de 2015, o The Washington Post publicou um artigo revisado referenciando um relatório do governo do Catar afirmando que nem a vida de um único trabalhador foi perdida em conexão com a construção dos estádios. O relatório do governo do Catar disse que era essencial que as autópsias fossem realizadas no futuro para determinar adequadamente a causa da morte.